# Булган (аймак Ховд)
Булган (монг.: Булган) — сомон аймаку Ховд, Монголія. Площа 8,1 тис. км², населення 9,5 тис. з них 80 % торгути, 9 % — казахи. Центр сомону селище Буренхайрхан лежить за 1800 км від Улан-Батора, за 400 км від міста Кобдо.

## Рельєф
Гори Алтайського хребта Баруун Хуурхай, Нарийн хар, Будуун та ін. Річки Булган, Улиастай, Баян та ін.

## Клімат
Клімат різко континентальний. Щорічні опади 150 мм, середня температура січня −20°С, середня температура липня +25°С.

## Природа
Водяться архари, олені, снігові барси.

## Соціальна сфера
Є школа, лікарня, торговельно-культурні центри.